# Smodicinodes
Smodicinodes Ono, 1993 è un genere di ragni appartenente alla famiglia Thomisidae.

## Distribuzione
Le quattro specie note di questo genere sono state rinvenute in Cina, Malaysia e Thailandia

## Tassonomia
La grafia Smodiscinodes, presente in alcune pubblicazioni, è da ritenersi un refuso.
Non sono stati esaminati esemplari di questo genere dal 2010.
A dicembre 2014, si compone di quattro specie:
- Smodicinodes hupingensis Tang, Yin & Peng, 2004 — Cina
- Smodicinodes kovaci Ono, 1993[2] — Malaysia
- Smodicinodes schwendingeri Benjamin, 2002 — Thailandia
- Smodicinodes yaoi Tang & Li, 2010 — Cina